# Bulbophyllum platypodum
Bulbophyllum platypodum là một loài phong lan thuộc chi Bulbophyllum.